# Зелінський Сергій Леонідович
Сергій Леонідович Зелінський нар. 20 січня 1972, Чернігів) — радянський та український футболіст, що грав на позиції нападника і півзахисника. Відомий за виступами в клубі вищої ліги «Торпедо» (Запоріжжя), а також за виступами в українських клубах нижчих ліг та у найвищому білоруському дивізіоні в команді «Торпедо-Кадино».

## Кар'єра футболіста
Сергій Зелінський народився у Чернігові, та є вихованцем місцевої ДЮСШ. Дебютував молодий футболіст у місцевій команді «Десна», яка виступала на той час у другій лізі СРСР, у 1989 році, та виступав у її складі до 1991 року. В українській першості Зелінський дебютував у вересні 1992 року за вищоліговий клуб «Торпедо» із Запоріжжя. Зігравши за команду 10 матчів першості України, Сергій Зелінський стає гравцем команди другої ліги «Таврія» з Херсона. За цю команду футболіст грав протягом півтора року, проте не став у ній основним гравцем, і з початку 1995 року повернувся до складу чернігівської «Десни», яка на той час виступала в першій українській лізі. Проте за час виступів Зелінський також не став гравцем основи команди, і з початку 1997 року грав за чернігівські аматорські команди «Домобудівник» та «Текстильник». У 1998 році Сергій Зелінський грав у клубі найвищого білоруського дивізіону «Торпедо-Кадино» з Могильова. Після повернення в Україну футболіст грав за аматорські команди ГПЗ з Варви і «Сула» з Лубен. З липня 1999 року Зелінський грав за клуб першої ліги «Волинь» із Луцька, проте за півроку покидає команду, і стає гравцем друголігового російського клубу «Тюмень» з однойменного міста. Після повернення в Україну футболіст знову грав за аматорський клуб із Варви, який тепер називався «Факел», і завершив виступи на футбольних полях.